# Futur
|  | Per a altres significats, vegeu «Futur (desambiguació)». |

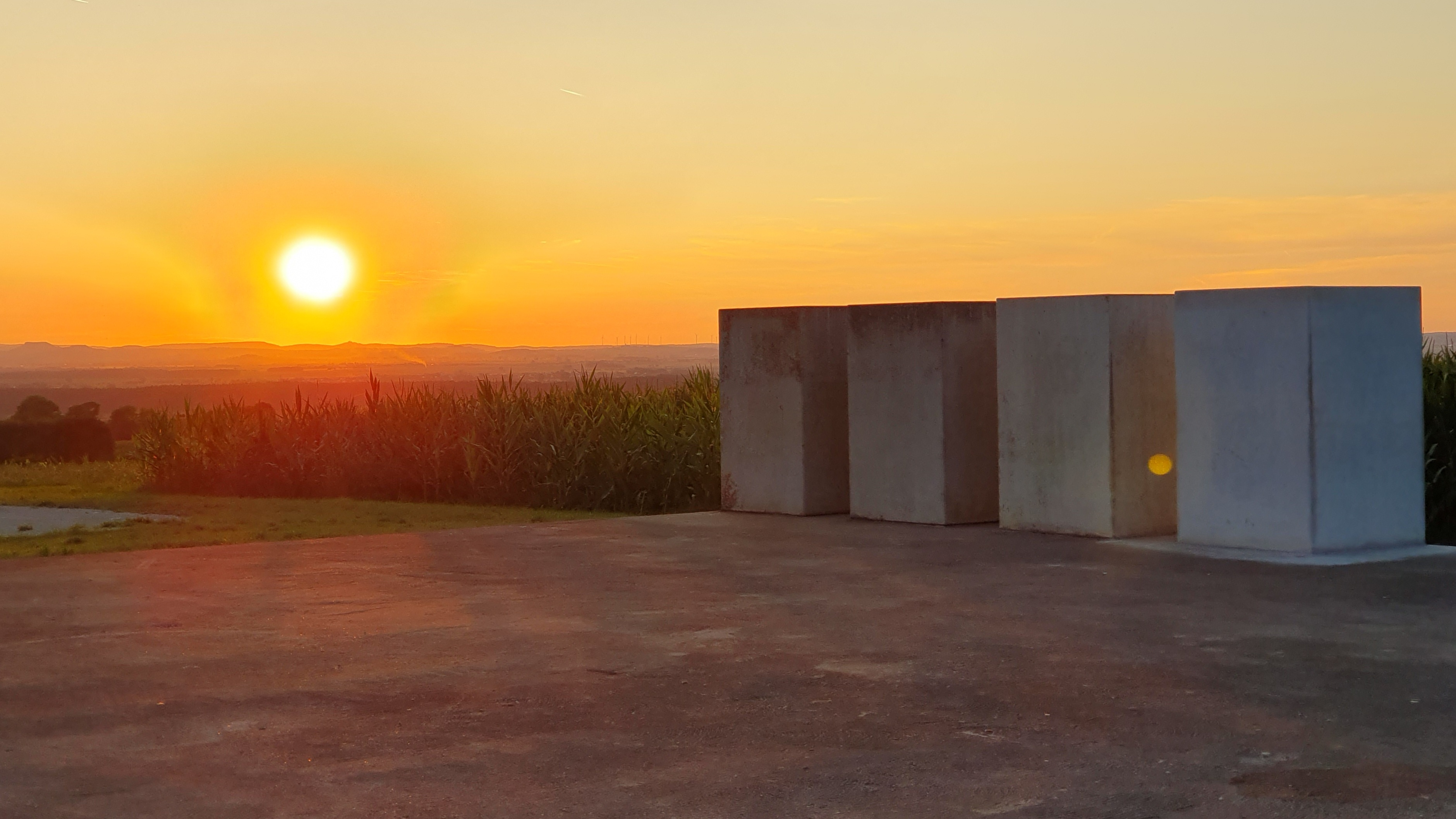
Zeitpyramide

El futur és el temps que ha de venir, l'esdevenidor, el demà. La humanitat ha esmerçat, de temps immemorial ençà, una gran dedicació, ja sigui amb un gran esforç i/o inspiració, a provar de descobrir com serà l'avenir i ha creat i/o descobert una munió d'arts i sabers endevinatoris a una tal fi.

## Context
Modernament, s'han desenvolupat disciplines que, a partir de la ciència o si no de preteses recerques que personal científic no considera més que pseudociències, han contribuït a aquest esforç, la més reeixida de les quals ha estat considerada la prospectiva. En moltes cultures aquests fenòmens tenen una gran importància, sota la forma de prediccions, d'algun oracle o profecia o de llegendes explicatives. A Europa la ciència convencional més empirista i políticament correcta ha titllat aquestes tendències com a superstició i no els atorga cap valor, com ara les profecies de Nostradamus i la que s'atribueix a Malaquies d'Armagh sobre els papes. En aquesta línia, es pot esmentar la teoria anomenada «matemàtica de la història» d'Alexandre Deulofeu, la qual podria semblar una investigació predictiva d'esdeveniments futurs de la manera més científica i acostada al rigor científic que permet el repte, en qualsevol cas amb un presumpte afany d'empirisme i cientisme com la recerca en qualsevol disciplina considerada científica amb el màxim d'unanimitat en el conjunt de la societat.
La incertesa es considera àmpliament la resposta inherent a la pregunta pel futur, d'acord amb l'axioma àmpliament assumit per la ciència i també per una part important del conjunt de la societat, que és impossible de conèixer de manera empírica, i/o formal en termes matemàtics, d'una manera exacta. Tanmateix, des d'una visió epistemològica falsacionista, com la de Karl Popper o Imre Lakatos, es podria sostenir que, atesa la impossibilitat de verificar en el fons cap coneixement vertader sobre el futur, ja que tan sols seria indiscutible la demostració de qualsevol falsedat, resultaria impossible de provar la certesa de cap coneixement pretesament predictiu del futur.
En el cas de nombroses disciplines titllades de pseudocientífiques àmpliament des de la comunitat científica, es pot constatar que, a diferència de les teories que s'ajustarien als requisits de la ciència canònica, les quals serien unànimament falsables i verificables, no són tampoc falsables o són més difícils de falsar. Amb una finalitat expositiva i d'exemplificació hipotètica, en aquest sentit es podrien citar presumptes situacions com les següents: pregar per tal que succeís quelcom i constatar que es va fer realitat de manera bastant immediata, situació en què no ha estat possible verificar ni falsar la relació entre el fet empíric de la pregària (com a hipotètica causa) i la realització empírica d'allò demanat en la pregària (com a hipotètic efecte conseqüència de la pregària); creure en la presumpta llei de l'atracció, tota creença, pensament i cúmul emocional consegüent indestriable del que es percep o es viu com a veritat té una freqüència vibratòria (més elevada i, per tant, menys densa com més harmònica resulta per al subjecte) que inevitablement atrau la seva realització en el món de la persona.
Atès el conflicte existent entre la visió acceptatòria de qualsevol teoria —independentment que sigui assumida com a científica o oficialment com a pseudocientífica— i la criminalitzadora de qualsevol que no sigui canònicament científica, es fa palès el repte de fer investigació científica —tan empirista com resulti possible— del grau de fiabilitat que podrien tenir disciplines com l'astrologia, la numerologia o les prediccions que es podrien fer des de la interpretació de les cartes en les tirades del tarot. Hom podria apuntar com a repte possible a tall d'exemple hipotètic que una persona necessàriament major d'edat dedicada a l'epistemologia pogués acudir a tres tarotistes diferents i hi iniciés el contacte de la manera més idèntica possible, havent-se assegurat que no hi ha tingut cap contacte anteriorment i amb la presumpció que cap dels quals no ha tingut cap contacte intern amb cap dels altres dos. L'objectiu seria observar si hi ha coincidències i diferències en les respostes. Es partiria de la hipòtesi que si hi hagués coincidències en les respostes seria més probable que -encara que no es pogués encara d'entrada provar— fos plausible creure en una possible tècnica i/o do de la persona tarotista en la interpretació del futur. A la vegada, el repte podria ser veure si les conclusions es podríem desprendre tan sols d'associacions d'idees estereotipades elaborades prèviament a partir de cada combinació de cartes sorgida de la tirada de cartes. També caldria observar si en les tres sessions de tirades de cartes han aparegut les mateixes cartes i/o si són combinacions diferents però que donen interpretacions equivalents. Fins i tot si tota conclusió són llocs comuns sota l'aparença d'endevinacions de fets específics sobre la persona. Per exemple la pretesa endevinació «hi ha algú que et fa mal»: si assumim que difícilment una persona pot sentir que no hi ha ni una sola persona amb la qual no se senti del tot bé al costat seu i el pretès tarotista no especifica d'entrada qui és la persona o diu que no és capaç d'identificar-la, es pot hipotetitzar que no queda provada cap capacitat endevinatòria, tot i que tampoc una pretesa capacitat endevinatòria no demostrada i/o no reeixida almenys en aquell moment. Possiblement a fi de mirar de provar si hi ha cap capacitat endevinatòria seria més fiable demanar a la persona tarotista informació sobre esdeveniments passats que no pas futurs, sense haver donat cap pista. El fet d'observar respostes coincidents sobre fets que li han passat al client del tarotista sense que s'observi cap causa d'aquest encert podria dur-nos a creure en una possible capacitat endevinatòria de fets passats si es descarta la casualitat. En qualsevol cas pot semblar plausible almenys, a priori, l'existència d'una mena d'efecte placebo en el cas de les presumptes prediccions de futur, en el sentit que hipotèticament el client, de manera més o menys conscient o si més no subliminar, es veuria predisposat a haver de viure d'una manera que confirmés les presumptes prediccions futures de la persona tarotista, per tal de veure confirmada la seva creença que va ser capaç d'endevinar el seu futur. Podria ser que la causa quedés reduïda a la possible certesa de la llei de l'atracció ja esmentada, en cas que es complís i no fos una falsedat. És possible que la llei de l'atracció no es compleixi per a qui no hi creu i que l'única explicació fos que indefectiblement la mateixa llei opera d'acord amb la creença que aquesta llei és falsa.
Possiblement el problema de la manca tant de verificabilitat com de falsació de les teories considerades pseudocientífiques podria raure, des del punt de vista epistemològic, en l'absència d'aquestes propietats en aquest tipus de sabers, a diferència de disciplines com per exemple la física, la química i la medicina convencional. El possible presumpte grau d'empirisme d'aquelles teories segurament quedaria limitat a un empirisme endogen percebut tan sols com a cert per part de qui creu en la teoria i percep experiències que només veu explicades des d'una hipotètica certesa d'aquella teoria. La limitació que aquestes teories tindrien és la manca de la propietat segons la qual aquesta percepció interna del subjecte pot mostrar-se empíricament a qualsevol altre subjecte. En aquest sentit, ens podríem trobar hipotèticament amb un «autoempirisme» intern d'aquestes teories no transmissible a altri, per la qual cosa no es pot provar empíricament que cap persona té aquella constatació interna que percep com a evidència incontrovertible. Aquest fet comporta el risc que aquella percepció interna de la persona, no exterioritzable i no transmissible empíricament, tant pugui ser sana i sense perdre el contacte amb la realitat com fruit d'un presumpte trastorn mental des de l'òptica de la psiquiatria i la psicologia clínica convencionals i políticament correctes.

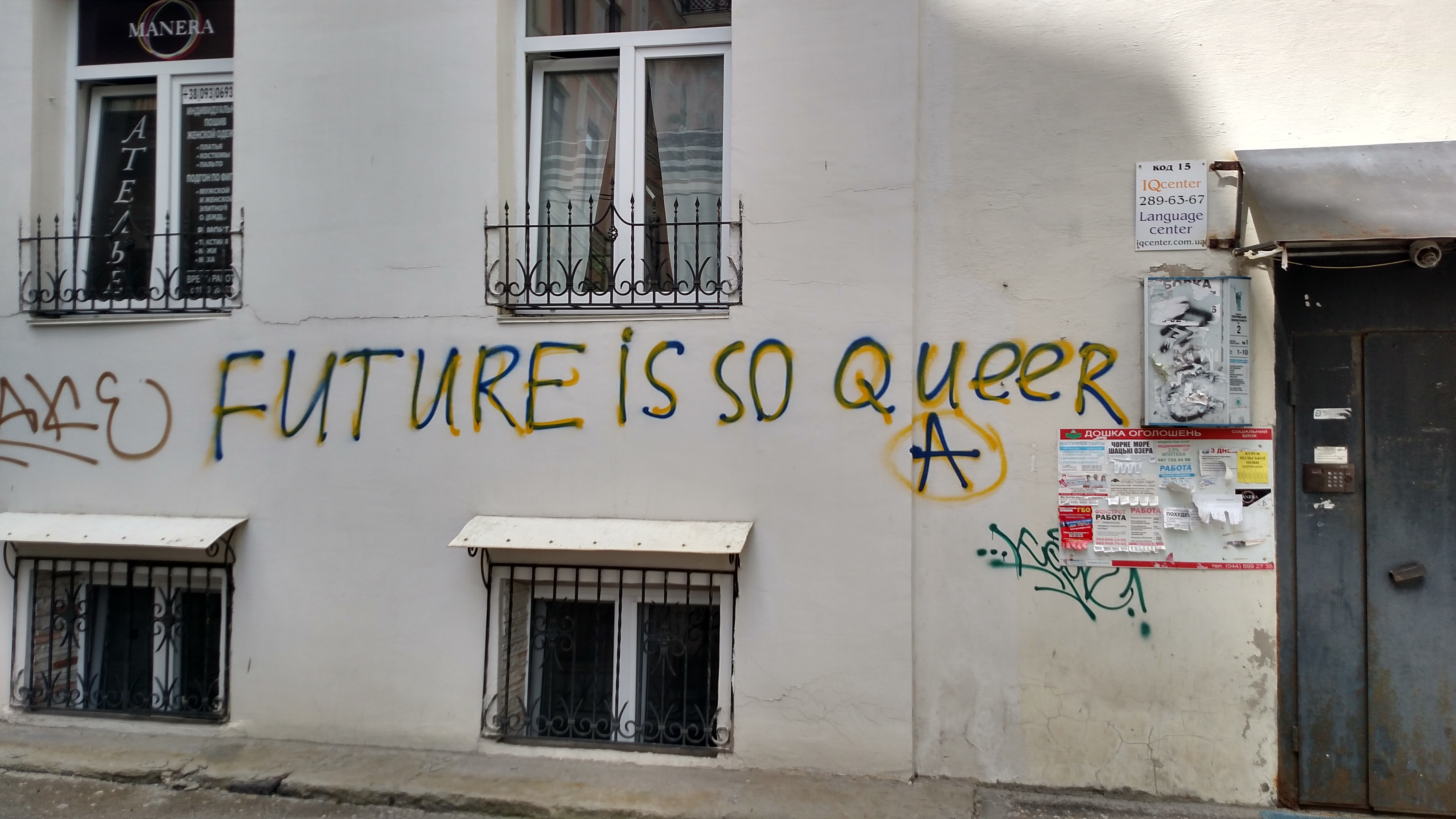
Grafit a Kíiv

Des del nihilisme (en el cas més extrem potser el triple nihilisme filosòfic de Gòrgies: nihilisme ontològic, nihilisme epistemològic i nihilisme lingüístic), atès que no es té la seguretat de poder tenir ni transmetre cap tipus de coneixement, es podria fonamentar la molt plausible conveniència de no angoixar-se ni obsessionar-se pel futur, atès que possiblement en el fons no es pot provar la certesa de cap predicció, per la qual cosa semblaria enraonat observar què ens mou a voler saber què passarà i si el problema de fons és la incapacitat d'assumir psicològicament de bon grat la inevitabilitat de la incertesa.